# Xochitl Gomez
Xochitl Gomez (Los Angeles, 29 aprile 2006) è un'attrice statunitense.

## Biografia
Nata e cresciuta a Los Angeles da genitori di origine messicana, Xochitl Gomez ha iniziato a recitare all'età di 5 anni in musical locali. Prima di apparire ne Il club delle babysitter, Gomez è apparsa nelle serie televisive Gentefied, A casa di Raven e You're the Worst. Nel 2020 ha vinto uno Young Artist Award come miglior attrice non protagonista per il film del 2019, Shadow Wolves. Nel marzo 2021, Netflix ha rivisto il ruolo di Dawn Schafer nella stagione 2 de Il club delle babysitter, affidandolo a Kyndra Sanchez, a causa di conflitti di programmazione con le riprese del film del Marvel Cinematic Universe Doctor Strange nel Multiverso della Follia (diretto da Sam Raimi), dove interpreta America Chavez. Nell'agosto del 2022 è entrata nel cast di Ursa Major, film thriller dove reciterà al fianco di Mary Elizabeth Winstead. Nel 2023 ha partecipato alla trasmissione Dancing with the Stars, dove danza col ballerino Val Chmerkovskiy. La coppia si è classificata al primo posto. Nel 2024 si è unita al tour Dancing with the Stars Live.

### Attivismo
Xochitl Gomez ha marciato a sostegno del movimento Black Lives Matter e alla Women's March del 2017.

## Filmografia

### Cinema
- Shadow Wolfes, regia di McKay Daines (2019)
- Doctor Strange nel Multiverso della Follia (Doctor Strange in the Multiverse of Madness), regia di Sam Raimi (2022)

### Televisione
- A casa di Raven (Raven's Home) – serie TV, 2 episodi (2018)
- You're the Worst – serie TV, episodio 5x08 (2019)
- Gentefied – serie TV, episodio 1x07 (2020)
- Il club delle babysitter (The Baby-Sitters Club) – serie TV, 7 episodi (2020)

## Doppiatrici italiane
Nelle versioni in italiano delle opere in cui ha recitato, Xochitl Gomez è stata doppiata da:
- Vittoria Bartolomei in Il club delle babysitter, Doctor Strange nel Multiverso della Follia